# Лайош Тихи
Лайош Тихи (Lajos Tichy) е унгарски футболист, играл на поста нападател. Бронзов медалист от Европейското първенство по футбол 1964.
Той е дългогодишен играч на „Хонвед“, играл в годините 1953 – 1971, национален шампион през 1954 и 1955 година. Пет пъти е голмайстор, в общо 320 мача вкарва 244 гола. Лайош прави своя дебют през 1955 г., а за последно играе през 1971 година.